# Real Club Deportivo Espanyol (sección de atletismo)
La sección de atletismo del Real Club Deportivo Espanyol se fundó en el año 1918, y desde entonces siempre fue la sección que aportó más triunfos al historial del club.

## Historia
Esta sección ocupa un lugar importante en la historia del atletismo español y ya desde sus inicios contó con atletas importantes. En los años 20 contó con atletas como Manuel Cutié, Diodoro Pons, Joaqui Miquel, Pere Arbulí, Salvador Tapias y Miguel Moreno y sobre todo en la marcha atlética con pioneros como Luis Meléndez y Alberto Charlot que ganaron los primeros campeonatos de España de marcha atlética en las distancias de 5 y 50 km. respectivamente. 
Posteriormente en los años 1930 contó con atletas como Angel Mur y José Reliegos. En los años 1940 y 1950 es cuando el club está en su mayor apogeo atlético, cuenta en sus filas con atletas como Gregorio Rojo y Constantino Miranda participantes en los Juegos Olímpicos de 1948, Francisco Cassart , y demuestra ser una gran potencia en las pruebas de fondo y cross ganando diversos campeonatos de España individuales y por equipos a la vez que superaban varias plusmarcas españolas. Todos estos éxitos hicieron que la tradicional rivalidad futbolística con el FC Barcelona se trasladara a las pistas y sobre todo a la calle, en la carrera pedreste más antigua de España, la Jean Bouin. Estos duelos permitieron un continuo cambio de clubs por las ofertas que les realizaban los dirigentes de ambos equipos.
A partir de los años 1950, Tomás Barris dominó el fondo y medio fondo estatal, ganando 16 títulos de campeón de España y superando 34 récords de España, después de su época de atleta volvió al club como entrenador de atletismo. Miguel Navarro ganó cinco títulos de campeón de España de maratón y mantuvo el récord de España de Maratón durante 8 años desde el 27 de abril de 1958 hasta el 5 de julio de 1966 rebajándolo en ese periodo en cuatro ocasiones.
José Coll, Antonio Amorós, José Molins y Francisco Aritmendi, en los años 1960 fueron los últimos en ganar títulos importantes vistiendo la camiseta del Espanyol.
En los años 1970 concretamente en 1972 la sección desapareció por el alto coste de mantenimiento que suponía para el club.
Hay un movimiento social interno que pretende la recuperación de las secciones históricas, parte de este movimiento en el año 2006 creó un equipo de atletismo que se llamó AE Blanc i Blau Pro-Seccions, federados en la Federación Catalana de Atletismo y que utilizaban el escudo y las camisetas en competiciones oficiales con permiso del RCD Espanyol. En el año 2009 se desvinculan de las plataforma Pro-seccions porque creen que perjudica su relación con el club.

## Palmarés

### Campeones de Cataluña de atletismo con el RCD Espanyol
| 100 m lisos masculinos - 1946 Emilio Vidri 11”9 - 1948 Francisco Sánchez 11”1 - 1963 Francisco Font 10”9 200 m lisos femeninos - 1947 María Víctor 31”5 400 m lisos - 1925 Màxim García 55” - 1928 Joaquín Miquel 52”8 - 1948 Joan Víctor 52”4 800 m lisos - 1926 Joaquín Miquel 2’06” 0 - 1928 Joaquín Miquel 2’07”8 - 1930 Manuel Vives 1’59”8 - 1948 Manuel Macías 1’58” 9 - 1949 Manuel Macías 1’57”1 - 1950 Manuel Macías 1’58”5 - 1951 Tomás Barris 1’57”2 - 1952 Tomás Barris 1’58”0 - 1955 Tomás Barris 1’53”8 - 1956 Tomás Barris 1’53”8 - 1958 Tomás Barris 1,51”7 1.500 m llisos - 1941 Josep Fonseré 4’08”0 - 1942 Gregorio Rojo 4’10” 6 - 1943 Gregorio Rojo 4’11” 4 - 1945 Gregorio Rojo 4’12” 2 - 1951 Ricardo Yebra 4’ 05”0 - 1952 Tomás Barris 4’09”4 - 1954 Tomás Barris 4’03”2 - 1955 Tomás Barris 3’54”2 - 1956 Tomás Barris 3’53”6 - 1970 José A. Martínez Bayo 3’53”2 5.000 m lisos - 1920 Diodor Pons 17’20” 0 - 1926 Salvador Tapias 15’42”2 - 1930 Martí Serra 16’ 31” 0 - 1932 Antonio Gracia 16’21”4 - 1943 Gregorio Rojo 16’25”4 - 1944 Gregorio Rojo 15’42”8 - 1945 Gregorio Rojo 15’49”8 - 1947 Constantino Miranda 15’10”0 - 1950 Ricardo Yebra 15’34”0 - 1951 Josep Coll 14’53”4 - 1952 Ricardo Yebra 15’25”2 - 1953 Ricardo Yebra 15’35” 8 - 1955 Antonio Amorós 14’48”8 - 1956 Antonio Amorós 14’48”2 - 1965 Jesús Fernández 14’47”2 10.000 m - 1925 Pere Arbulí 34’02”2 - 1930 Martí Serra 34’23”0 - 1944 Francesc Camí 33’51”4 - 1945 Constantino Miranda 33’37”0 - 1947 Ricardo Yebra 33’06”2 - 1948 Constantino Miranda 31’51”6 - 1950 Josep Coll 31’03”8 - 1952 Josep Coll 31’34”0 - 1953 Josep Coll 31’59”6 - 1956 Antonio Amorós 30’55”2 - 1957 Antonio Amorós 30’41”4 - 1961 Miguel Vidal 31’58”8 110 m vallas - 1948 José Jorge Parellada 16”6 - 1949 José Jorge Parellada 16”3 400 m vallas - 1963 Josep Girbau 54”4 - 1968 Enrique Tristán 55”7 - 1969 Enrique Tristán 56”5 3.000 m obstáculos - 1930 Vicente Folch 10’30”2 - 1931 Ángel Mur 10’15”2 - 1932 Ángel Mur 10’20”2 - 1940 Joan Aymerich 10’26”0 - 1944 Constantino Miranda 9’50”6 - 1945 Constantino Miranda 9’46”0 - 1947 Constantino Miranda 9’45”0 - 1948 Constantino Miranda 9’36”2 - 1950 Constantino Miranda 9’28”8 - 1955 José Quesada 10’10”2 - 1958 M. Vidal 9’46”6 - 1965 Jesús Fernández 9’26”4 - 1966 Jesús Fernández 9’28”2 | Maratón - 1957 Miguel Navarro 2.34.49.3 - 1958 Miguel Navarro 2.34.49.3 - 1959 Miguel Navarro 2.28.22.2 - 1961 Miguel Navarro 2.34.39 - 1964 Miguel Navarro 2.33.03.8 Salto de altura - 1943 Samuel Franquet 1,75 m - 1944 Samuel Franquet 1,73 m. - 1947 José Jorge Parellada 1,70 m. - 1948 José Jorge Parellada 1,72 m. - 1965 Francisco Núñez 1,78 m. - 1968 Juan Armengol 1,79 m. - 1969 Jesús López Mañoso 1,95 m. Salto con pértiga - 1944 Fernando Sagnier 3,25 m. - 1945 Joan Esteve 3,16 m. Salto de longitud - 1928 Ramón Mongrell 6,04m. Triple salto - 1944 José Planas 13,13 m. - 1945 José Planas 13,02 m. - 1949 José Jorge Parellada 14,08 m. Lanzamiento de peso - 1929 Willy Stoessel 11,26 m. - 1943 Juan Ramón Gimeno 11,88 m. - 1944 Juan Ramón Gimeno 11,88 m. Lanzamiento de disco - 1929 Willy Stoessel 36,62 m. - 1944 Buenaventura Pujol 34,40 m. - 1948 Ernest Pons 35,89 m. Lanzamiento de jabalina - 1946 José Córdoba 46,74 m. - 1949 José Córdoba 44,99 m. - 1968 Josep María Sanza 55,98 m. - 1970 Josep María Sanza 60,10 m. Lanzamiento de martillo - 1968 Antonio Fibla 58,46 m. - 1969 Antonio Fibla 57,92 m. Marcha atlética - 1918 Lluís Meléndez 15’51”1 (3 km) - 1920 Lluís Meléndez 26’07”6 (5 km) - 1922 Albert Charlot 50 km marcha. Campo a través Individual masculino - 1922 Joaquim Miquel - 1925 Joaquim Miquel - 1928 Salvador Tapias - 1929 Miquel Moreno - 1930 José Reliegos - 1932 Ángel Mur - 1942 Gregorio Rojo - 1944 Gregorio Rojo - 1945 Constantino Miranda - 1946 Constantino Miranda - 1947 Constantino Miranda - 1948 Josep Coll - 1950 Josep Coll - 1955 Antonio Amorós - 1957 Antonio Amorós - 1958 Antonio Amorós - 1959 Tomás Barris - 1965 Jesús Fernández - 1967 Francisco Arizmendi Campo a través individual femenino - 1947 María Víctor - 1948 María Víctor - 1949 María Víctor |

Campeonatos de Cataluña por equipos
- Relevos 4 × 100 m lisos
  - 1948 RCD ESPANYOL

(J.Parellada-V.Torres-A.Murga-F.Sánchez) 45”8
- - 1963 RCD ESPANYOL

(J.López-R.Porta-V.Febrer-F.Font) 43”6
- Relevos 4 × 400 m lisos
  - 1925 RCD ESPANYOL

(J.Baides- A.Solanes- J.Barberá-M.García)
- Campeonato de Catalunya de cros por equipos (24): 1920, 1922, 1924, 1925, 1926, 1929, 1932, 1942, 1945, 1946, 1948, 1949, 1950, 1951, 1952, 1953, 1954, 1955, 1956, 1957, 1958, 1959, 1965, 1967.[1]

### Otros campeonatos
- Campeón por equipos JEAN BOUIN DE BARCELONA en las ediciones de los años 1921,  1922, 1923, 1924, 1927, 1929, 1941, 1943, 1945, 1946, 1948, 1949, 1951, 1952, 1953, 1954, 1957, 1966